# بورنهایم (فرانکفورت ام ماین)
بورنهایم (به آلمانی: Frankfurt-Bornheim) یک منطقهٔ مسکونی در آلمان است که در فرانکفورت واقع شده‌است. بورنهایم ۲۶٬۳۳۲ نفر جمعیت دارد.